# Лонген
Лонген (нем. Longen) — община в Германии, в земле Рейнланд-Пфальц. 
Входит в состав района Трир-Саарбург. Подчиняется управлению Швайх.  Население составляет 82 человека (на 31 декабря 2010 года). Занимает площадь 0,97 км².